# Air National Guard
L'Air National Guard (abbreviato in ANG), è la componente aerea della National Guard of the United States ed è composta da riservisti.
Istituita col National Defense Act del 1947, è parte integrante della Guardia Nazionale ed è suddivisa in unità distribuite su tutto il territorio statunitense; le unità operano sotto l'autorità del governo dello Stato in cui sono di stanza.
È istituita in ognuno dei cinquanta stati federati che compongono gli Stati Uniti d'America, dal commonwealth di Porto Rico, dai territori di Guam, delle Isole Vergini e dal Distretto di Columbia, e la disciplina generale riguardo all'organizzazione è contenuta nel Title 10 e Title 32 dello United States Code.
Piloti, navigatori e altro personale tecnico specializzato, sono chiamati in servizio per periodi più lunghi rispetto ai tradizionali "un weekend al mese, due settimane l'anno".

## Compiti
Le unità della ANG possono essere mobilitate per il servizio attivo, allo scopo di integrare la US Air Force, in tempo di guerra o durante un'emergenza nazionale, frangenti dichiarati dal Congresso, dal Presidente o dal Segretario della Difesa.
L'ANG può essere chiamata in causa in caso di disastri naturali o emergenze interne, oltre che in quei casi in cui il governatore dello Stato sotto cui è posta decida il suo intervento.

## Aeromobili in uso
| Aeromobile                           | Origine     | Tipo                                                       | Versione (denominazione locale)                              | In servizio (2019) | Note | Immagine |
| Aerei da combattimento               |             |                                                            |                                                              |                    | |          |
| Lockheed Martin-Boeing F-22 Raptor   | Stati Uniti | superiorità aerea                                          | F-22A                                                        | 20                 | |          |
| McDonnell Douglas F-15 Eagle         | Stati Uniti | caccia da superiorità aereaconversione operativa           | F-15CF-15D                                                   | 12314              | |          |
| Lockheed Martin F-16 Fighting Falcon | Stati Uniti | cacciabombardiere multiruoloconversione operativa          | F-16CF-16D                                                   | 28845              | |          |
| Fairchild A-10 Thunderbolt II        | Stati Uniti | aereo d'attacco al suolo COIN                              | A-10C                                                        | 85                 | |          |
| Lockheed Martin F-35 Lightning II    | Stati Uniti | cacciabombardiere multiruolo                               | F-35A                                                        | 20                 | |          |
| Aerei per impieghi speciali          |             |                                                            |                                                              |                    | |          |
| Lockheed EC-130H Compass Call        | Stati Uniti | aereo da trasporto tattico                                 | EC-130J Commando Solo                                        | 7                  | |          |
| Northrop Grumman E-8 Joint STARS     | Stati Uniti | aereo da ricognizione e sorveglianzaaereo da addestramento | E-8CTE-8A                                                    | 161                | L'unico TE-8A è utilizzato per l'addestramento degli equipaggi. |          |
| Lockheed HC-130 Combat King          | Stati Uniti | SAR                                                        | HC-130J Combat KingHC-130N Combat KingHC-130P Combat King II | 563                | |          |
| Lockheed MC-130 Combat Talon II      | Stati Uniti | aereo da trasporto e rifornimento per operazioni speciali  | MC-130P Combat Shadow                                        | 1                  | |          |
| Lockheed WC-130 Hercules             | Stati Uniti | aereo da ricognizione meteorologica                        | WC-130H                                                      | 5                  | |          |
| Fairchild RC-26 Metroliner           | Stati Uniti | aereo da ricognizione                                      | RC-26B                                                       | 11                 | |          |
| Boeing C-32                          | Stati Uniti | aereo da ricognizione                                      | C-32B                                                        | 2                  | |          |
| Aeromobili a pilotaggio remoto - UAV |             |                                                            |                                                              |                    | |          |
| General Atomics MQ-1 Predator        | Stati Uniti | UAV                                                        | MQ-1B                                                        | 9                  | |          |
| General Atomics MQ-9 Reaper          | Stati Uniti | UCAV                                                       | MQ-9A                                                        | 29                 | |          |
| Aerei per rifornimento in volo       |             |                                                            |                                                              |                    | |          |
| Boeing KC-135 Stratotanker           | Stati Uniti | Rifornimento in volo                                       | KC-135RKC-135T                                               | 14724              | |          |
| Boeing KC-46 Pegasus                 | Stati Uniti | Rifornimento in volo                                       | KC-46A                                                       | 12                 | |          |
| Aerei da trasporto                   |             |                                                            |                                                              |                    | |          |
| Boeing C-17 Globemaster III          | Stati Uniti | aereo da trasporto strategico                              | C-17A                                                        | 50                 | |          |
| Lockheed C-130 Hercules              | Stati Uniti | aereo da trasporto tattico                                 | C-130H                                                       | 127                | I 176 C-130H in servizio al giugno 2019 (127 gestiti dalla Air Force Reserve Command e 48 dall'Air National Guard saranno sottoposti ad un programma per l'aggiornamento dell'avionica. |          |
| Lockheed C-130J Hercules II          | Stati Uniti | Aereo da trasporto                                         | C-130J                                                       | 16                 | |          |
| Lockheed C-130 Hercules              | Stati Uniti | aereo da trasporto artico                                  | LC-130H                                                      | 10                 | |          |
| Boeing C-40 Clipper                  | Stati Uniti | aereo da trasporto                                         | C-40C                                                        | 2                  | |          |
| Elicotteri                           |             |                                                            |                                                              |                    | |          |
| Sikorsky UH-60 Black Hawk            | Stati Uniti | Ricerca e soccorso                                         | HH-60G                                                       | 17                 | |          |

## Organizzazione
Attualmente, al 2023, L'ANG controlla:
- Alabama
  - 117th Air Refueling Wing, Birmingham Air National Guard Base - KC-135R
  - 187th Fighter Wing, Montgomery Air National Guard Base - F-35A
- Alaska
  - 168th Wing, Eielson Air Force Base- KC-135R
  - 176th Wing, Joint Base Elmendorf-Richardson - C-17, HC-130J e HH-60G
- Arizona
  - 161st Air Refueling Wing, Goldwater Air National Guard Base - KC-135R
  - 162nd Wing, Tucson Air National Guard Base - F-16A/B/C/D
- Arkansas
  - 188th Wing, Ft.Smith Air National Guard Station - MQ-9 Reaper
  - 189th Airlift Wing, Little Rock Air Force Base - C-130H
- California
  - 129th Rescue Wing, Moffett Field - MC-130P e HH-60G
  - 144th Fighter Wing, Fresno Air National Guard Base - F-15C/D
  - 146th Airlift Wing, Channell Islands Air National Guard Station - C-130J
  - 163rd Attack Wing, March Joint Air Reserve Base - MQ-9 Reaper
  - 195th Wing, Beale Air Force Base
- Colorado
  - 140th Wing, Buckley Air Force Base - C-21A e F-16C/D
- Connecticut
  - 103rd Airlift Wing, Bradley Air National Guard Base - C-130H
- Delaware
  - 166th Airlift Wing, New Castle Air National Guard Base - C-130H
- District of Columbia
  - 113th Wing, Joint Base Andrews, Maryland - C-40C e F-16C/D
- Florida
  - 125th Fighter Wing, Jacksonville Air National Guard Base - F-15C/D
- Georgia
  - 116th Air Control Wing, Robins Air Force Base - E-8C e TE-8A
  - 165th Airlift Wing, Savannah Air National Guard Base - C-130J
- Guam
  - 254th Air Base Group, Andersen Air Force Base
- Hawaii
  - 154th Wing, Joint Base Pearl-Harbor-Hickam - F-22A, C-17 e KC-135R
- Idaho
  - 124th Fighter Wing, Gowen Field Air National Guard Base - A-10C
- Illinois
  - 126th Air Refueling Wing, Scott Air Force Base - KC-135R
  - 182nd Airlift Wing, Peoria Air National Guard Base - C-130H
  - 183rd Wing, Capital Airport Air National Guard Station
- Indiana
  - 122nd Fighter Wing, Ft.Wayne Air National Guard Station - A-10C
  - 181st Intelligence Wing, Terre Haute Air National Guard Base
- Iowa
  - 132nd Wing, Des Moines Air National Guard Base - MQ-9
  - 185th Air Refueling Wing, Colonel Bud Day Field - KC-135R
- Kansas
  - 184th Intelligence Wing, McConnell Air Force Base
  - 190th Air Refueling Wing, Forbes Field Air National Guard Base - KC-135R
- Kentucky
  - 123rd Airlift Wing, Louisville International Airport - C-130J
- Louisiana
  - 159th Fighter Wing, Naval Air Station Joint Reserve Base New Orleans - F-15C/D
- Maine
  - 101st Air Refueling Wing, Bangor Air National Guard Base - KC-135R
- Maryland
  - 175th Wing, Warfield Air National Guard Base - A-10C
- Massachusetts
  - 102nd Intelligence Wing, Otis Air National Guard Base
  - 104th Fighter Wing, Barnes Air National Guard Base - F-15C/D
- Michigan
  - 110th Attack Wing, Battle Creek Air National Guard Base - MQ-9
  - 127th Wing, Selfridge Air National Guard Base - A-10C e KC-135T
- Minnesota
  - 133rd Airlift Wing, Minneapolis St.Paul Air Reserve Station - C-130H
  - 148th Fighter Wing, Duluth Air National Guard Base - F-16C/D
- Mississippi
  - 172nd Airlift Wing, Allen C.Thompson Field Air National Guard Base - C-17A
  - 186th Air Refueling Wing, Meridian Regional Airport - KC-135R
- Missouri
  - 131st Bomb Wing (Associato), Whiteman Air Force Base
  - 139th Airlift Wing, Rosecrans Air National Guard Base - C-130H
- Montana
  - 120th Airlift Wing, Great Falls Air National Guard Base - C-130H
- Nebraska
  - 155th Air Refueling Wing, Lincoln Air National Guard Base - KC-135R
- Nevada
  - 152nd Airlift Wing, Reno Air National Guard Base - C-130H
- New Hampshire
  - 157th Air Refueling Wing, Pease Air National Guard Base - KC-135R e KC-46A
- New Jersey
  - 108th Wing, Joint Base McGuire-Lakehurst - KC-135R e C-32B
  - 177th Fighter Wing, Atlantic City Air National Guard Base - F-16C
- New York
  - 105th Airlift Wing, Stewart Air National Guard Base - C-17A
  - 106th Rescue Wing, Francis S. Gabreski Air National Guard Base - HC-130P e HH-60G
  - 107th Attack Wing, Niagara Falls Air Reserve Station - MQ-9
  - 109th Airlift Wing, Stratton Air National Guard Base - LC-130H
  - 174th Attack Wing, Hancock Field Air National Guard Base - MQ-9 Reaper
  - Eastern Air Defense Sector, Rome, New York
- New Mexico
  - 150th Special Operations Wing, Kirtland Air Force Base
- North Carolina
  - 145th Airlift Wing, Charlotte Air National Guard Base - C-17
- North Dakota
  - 119th Wing, Fargo Air National Guard Base - MQ-9
- Ohio
  - 121st Air Refueling Wing, Rickenbacker Air National Guard Base - KC-135R
  - 178th Wing, Springfield-Beckley Municipal Airport - MQ-9
  - 179th Cyberspace Wing, Mansfield Lahm Air National Guard Base - C-130H
  - 180th Fighter Wing, Toledo Air National Guard Base - F-16C/D
- Oklahoma
  - 137th Special Operations Wing, Will Rogers Air National Guard Base - MC-12W
  - 138th Fighter Wing, Tulsa International Airport - F-16C/D
- Oregon
  - 142nd Fighter Wing, Portland Air National Guard Base - F-15C/D
  - 173rd Fighter Wing, Kingsley Field Air National Guard Base - F-15C/D
- Pennsylvania
  - 111th Attack Wing, Horsham Air National Guard Base - MQ-9 Reaper
  - 171st Air Refueling Wing, Pittsburgh International Airport Air Reserve Station - KC-135R e KC-135T
  - 193rd Special Operations Wing, Harrisburg International Airport - EC-130J
- Puerto Rico
  - 156th Airlift Wing, Muniz Air National Guard Base - WC-130H
- Rhode Island
  - 143rd Airlift Wing, Quonset Point Air National Guard Station -  C-130J
- South Carolina
  - 169th Fighter Wing, McEntire Joint National Guard Base - F-16C/D
- South Dakota
  - 114th Fighter Wing, Joe Foss Field Air National Guard Station - F-16C/D
- Tennessee
  - 118th Wing, Berry Field Air National Guard Base - MQ-9
  - 134th Air Refueling Wing, McGhee Tyson Air National Guard Base - KC-135R
  - 164th Airlift Wing, Memphis Air National Guard Base - C-17A
- Texas
  - 136th Airlift Wing, Naval Air Station Joint Reserve Base Fort Worth - C-130H
  - 147th Attack Wing, Ellington Field Joint Reserve Base - MQ-9 Reaper
  - 149th Fighter Wing, Kelly Field Annex - F-16C/D
- Utah
  - 151st Air Refueling Wing, Wright Air National Guard Base - KC-135R
- Vermont
  - 158th Fighter Wing, Burlington Air National Guard Base - F-35A
- Virginia
  - 192nd Fighter Wing (Associato), Joint Base Langley-Eustis - F-22
- Washington
  - 141st Air Refueling Wing, Fairchild Air Force Base - KC-135R
  - 194th Regional Support Wing, Fairchild Air Force Base
  - Western Air Defense Sector, Joint Base Lewis-McChord
- West Virginia
  - 130th Airlift Wing, Charleston Air National Guard Base - C-130H
  - 167th Airlift Wing, Shepherd Field Air National Guard Base - C-17A
- Wisconsin
  - 115th Fighter Wing, Truax Field Air National Guard Base - F-35A
  - 128th Air Refueling Wing, General Mitchell Air National Guard Base - KC-135R
- Wyoming
  - 153rd Airlift Wing, Cheyenne Air National Guard Base - C-130H